# Cristopher Mansilla
Cristopher Javier Mansilla Almonacid (Punta Arenas, 24 de mayo de 1990 - Puerto Natales,10 de mayo de 2021) fue un ciclista chileno.

## Carrera deportiva
Era hermano del también ciclista Luis Mansilla.
En mayo de 2011 ganó junto a Antonio Cabrera una medalla de oro en la modalidad Madison en el Campeonato Panamericano de Ciclismo en Pista, disputado en Medellín. Esto le permitió clasificarse para los Juegos Panamericanos de Guadalajara de aquel año. Mansilla y Cabrera volvieron a ganar medalla de oro en el panamericano de 2012, realizado en Mar del Plata.
Compitió en el evento omnium en el Campeonato Mundial de Ciclismo en Pista de 2012. También estuvo calificado para participar en el evento de madison.
Murió de COVID-19 el 10 de mayo de 2021, a los 30 años.

## Palmarés

### Ruta
2011
- Una etapa de la Vuelta Ciclista de Chile

2012
- Una etapa de la Vuelta Ciclista de Chile

2018
- 3.º en el Campeonato Panamericano en Ruta

### Pista
2008
- Campeonato Panamericano de Ciclismo
  -  Oro en Velocidad por equipos (junto con Cristián Concha y Pablo Concha)

2009
- Campeonato Panamericano de Ciclismo
  -  Bronce en Velocidad por equipos (junto con Cristián Concha y Pablo Concha)

2011
- Campeonato Panamericano de Ciclismo
  -  Oro en Madison o Americana (junto con Antonio Cabrera)
  -  Plata en Scratch

2012
- Campeonato Panamericano de Ciclismo
  -  Oro en Madison o Americana (junto con Antonio Cabrera)

2014
- Campeonato Panamericano de Ciclismo
  -  Bronce en Scratch
  -  Plata en Ómnium

2015
- Campeonato Panamericano de Ciclismo
  -  Plata en Scratch